# 谢幕 (蕾哈娜歌曲)
谢幕是巴巴多斯歌手蕾哈娜的一首歌曲，收录于她的第三张录音室专辑《娜妹好壞》的重录版《坏坏乖乖女 (超级好样版)》中。这首歌曲由托尔·埃里克·赫尔曼森，米克尔·埃里克森以及谢弗·史密斯以星际之门和尼欧的艺名创作和制作。谢幕发行于2008年4月15日，是重录版的首支单曲，也是两次发行中的第五支单曲。这首歌曲是一首包含了流行舞曲的节奏布鲁斯歌曲，对其的评价褒贬不一，一些评论家称赞这首歌的歌词和有力的谣曲风格，而另一些评论家则认为星际之门的制作缺乏创意。
谢幕的商业成绩表现亮眼，这首歌曲登上了《公告牌》百强单曲榜的榜首，成为蕾哈娜的第三首冠军单曲，谢幕还登上了流行电台榜和公告牌热门R&B/说唱歌曲榜的榜首，并获得了RIAA的六张钻石唱片的认证。在美国外，谢幕还在加拿大、丹麦、爱尔兰、斯洛伐克和英国的排行榜上名列前茅，并在澳大利亚、奥地利、德国、新西兰、挪威、葡萄牙和瑞士的排行榜上跻身前十。谢幕的音樂錄影帶由安东尼·曼德勒指导，在该音乐视频中，蕾哈娜饰演的女主角决定跟她的男友离婚。蕾哈娜首先在《AOL Music Sessions》上现场表演了这首歌曲，之后她在娜妹好壞巡迴演唱會、全球最後女孩巡迴演唱會、娜喊巡迴演唱會，璀鑽世界巡迴演唱會都把这首歌曲加入进了演唱会的歌单。

## 背景与制作
谢幕由星际之门和尼歐制作，于2008年3月14日在洛杉矶的当地电台KIIS-FM的节目《On Air with Ryan Seacrest》中首播。谢幕是《娜妹好壞》的第五支单曲，也是《坏坏乖乖女 (超级好样版)》的首支单曲。这首歌在电台首播的同日，Def Jam唱片就在其网站向各传媒提供了这首歌曲的音源，后在5月6日，这首歌的音源在iTunes提供下载。谢幕是一首以E大调为基调的歌曲，采用单拍，每分钟节拍为82拍，蕾哈娜在这首歌的音域从E3横跨到C♯5。在音乐上，这是一首融合了流行舞曲元素的节奏布鲁斯歌曲，歌词中，叙述者讲述了如何对与不光彩和不忠实的前男友重修旧好表示不感兴趣。